# Іржі Ковтун
Іржі Ковтун (23 квітня 1927, Горінчово, Підкарпатська Русь, Чехословаччина — 8 вересня 2014, Прага, Чехія) — чеський поет, прозаїк, історик та журналіст.

## Діяльність
У 1946 році він закінчив середню школу і до 1948 року навчався на юридичному факультеті Карлового університету, де не закінчив навчання, оскільки емігрував після комуністичного перевороту. До лютого 1948 р. він працював редактором тижневика «Vývoj», товаришуючи з його головним редактором Павлом Тигрідом, з яким його поєднувало антикомуністичне мислення. Коли журнал було заборонено, Ковтуна виключили з Спілки журналістів.
Він перетнув кордон поблизу Зноймо та емігрував до Австрії. Він ненадовго перебував у таборах біженців в Австрії та Німеччині, де направився до Франкфурта-на-Майні. В еміграції він спочатку працював соціальним працівником у Німеччині та Норвегії. З 1951 по 1973 рік був редактором Радіо «Вільна Європа» в Мюнхені. З 1977 по 2000 рік він працював спеціалістом з чеських та словацьких питань в Американській бібліотеці Конгресу у Вашингтоні. Він також надав громадськості та дослідникам дані про перебування Т. Г. Масарика в Америці.
Окрім власної поетичної та прозової творчості, він також переклав кілька творів таких важливих російських авторів, як Борис Пастернак (Вірші доктора Жіваго), Йосип Бродський (Велика Елегія), Олександр Солженіцин (Промова правди), Йосип Мандельштам (Кат для катів). Він також перекладав з німецької та англійської мов.
У 1998 році він отримав орден Масарика від Президента Чехії Вацлава Гавела.  За свою роботу він отримав премію журналіста імені Фердинанда Перутки в 2006 році.

## Творчість
- 1953 — Blahoslavení
- 1954 — Tu-Fuův žal
- 1973 — Pražská ekloga
- 1979 — Zpráva z Lisabonu
- 1985 — Slovo má poslanec Masaryk
- 1987 — Masarykův triumf. Příběh konce velké války
- 1994 — Tajuplná vražda — Případ Leopolda Hilsnera, Sefer, ISBN 80-900895-9-3
- 1995 — Hřbet velryby
- 2005 — Republika v nebezpečném světě — Éra prezidenta Masaryka 1918—1935, Torst, ISBN 80-7215-254-8